# Karanja
Karanja é uma cidade  no distrito de Washim, no estado indiano de Maharashtra.

## Geografia
Karanja está localizada a 18° 53′ N, 72° 55′ L. Tem uma altitude média de 13 metros (42 pés).

## Demografia
Segundo o censo de 2001, Karanja tinha uma população de 60,158 habitantes. Os indivíduos do sexo masculino constituem 52% da população e os do sexo feminino 48%. Karanja tem uma taxa de literacia de 72%, superior à média nacional de 59.5%: a literacia no sexo masculino é de 78% e no sexo feminino é de 67%. Em Karanja, 14% da população está abaixo dos 6 anos de idade.